# Santa Cecilia del Alcor
Santa Cecilia del Alcor is een gemeente in de Spaanse provincie Palencia in de regio Castilië en León met een oppervlakte van 19,94 km². Santa Cecilia del Alcor telt 123 inwoners (1 januari 2016).

## Demografische ontwikkeling
Bron: INE, 1857-2011: volkstellingen